# Biville-la-Rivière
Biville-la-Rivière ist eine französische Gemeinde mit 104 Einwohnern (Stand 1. Januar 2022) im Département Seine-Maritime in der Region Normandie (vor 2016 Haute-Normandie). Sie gehört zum Arrondissement Dieppe und zum Kanton Luneray (bis 2015 Kanton Bacqueville-en-Caux). Die Einwohner werden Bivillais genannt.

## Geographie
Biville-la-Rivière liegt etwa 23 Kilometer südwestlich von Dieppe im Pays de Caux am Fluss Saâne.

## Bevölkerungsentwicklung
| Jahr      | 1962 | 1968 | 1975 | 1982 | 1990 | 1999 | 2007 | 2014 |
| Einwohner | 112  | 124  | 113  | 102  | 98   | 107  | 106  | 104  |

## Sehenswürdigkeiten
- Kirche Saint-Pierre aus dem 18. Jahrhundert